# United Airlines
United Airlines är ett amerikanskt flygbolag grundat 1926. United Airlines är världens fjärde största flygbolag räknat i passagerar-kilometer (enligt affärsvärlden.se).
United Airlines hade länge världens längsta reguljärtrafiklinje, O'Hare International Airport-Chicago till Pekings Internationella flygplats.
United Airlines övertog Asientrafiken när Pan Am gick i konkurs vilket gjort dem till en av de dominerande aktörerna på sträckor mellan Australien/Kina/Japan-USA. United Airlines använder sig av fem huvudnav i USA: Chicago, Denver, Washington DC, San Francisco och Los Angeles. Övriga viktiga fokusstäder är Seattle, London och New York.
United Airlines är även känt för att ett av bolagets flygplan, Flight 175, som var en Boeing 767, kapades och flögs in i World Trade Center den 11 september 2001.
Ett annat plan som var en Boeing 757, havererade i Pennsylvania samma dag.

## Flotta

### Nuvarande
I september 2021 såg United Airlines flotta ut såhär:
| Flygplanstyp      | I tjänst | På beställning | Noteringar                                                                                |  |
| ----------------- | -------- | -------------- | ----------------------------------------------------------------------------------------- |  |
| Airbus A319-100   | 95       | 11             |                                                                                           |  |
| Airbus A320-200   | 96       | --             | Ett flygplan målat i "United Friend Ship" retro målning.                                  |  |
| Airbus A321neo    |          | 70             | Levereras från 2023                                                                       |  |
| Airbus A321XLR    |          | 50             | Leverans från 2024. Ersätter Boeing 757                                                   |  |
| Airbus A350-900   | --       | 45             | Leverans förskjuten till tidigast 2027. Ersätter Boeing 777-200                           |  |
| Boeing 737-700    | 53       | 7              | En målad i "Star Alliance" målning. 7 st flygplan ska köpas från Southwest Airlines       |  |
| Boeing 737-800    | 141      | --             | Två flygplan målade i "Star Alliance" målning.                                            |  |
| Boeing 737-900    | 12       | —              |                                                                                           |  |
| Boeing 737-900ER  | 136      | --             | Tre flygplan målade i March of Dimes, Eco Skies och Continental Airlines Retro målningar. |  |
| Boeing 737 MAX 8  | 12       | 78             | I trafik från juli 2021.                                                                  |  |
| Boeing 737 MAX 9  | 30       | 49             |                                                                                           |  |
| Boeing 737 MAX 10 | --       | 250            | Leverans förskjuten till 2023                                                             |  |
| Boeing 757-200    | 40       | --             | Ersätts av Boeing 737 MAX, Airbus A321neo och Airbus A321XLR Utfasad ur flottan 2024      |  |
| Boeing 757-300    | 21       | --             | Ersätts av Boeing 737 MAX, Airbus A321neo och Airbus A321XLR Utfasad ur flottan 2024      |  |
| Boeing 767-300ER  | 38       | --             |                                                                                           |  |
| Boeing 767-400ER  | 16       | --             |                                                                                           |  |
| Boeing 777-200    | 19       | --             | Utfasning påbörjas 2022. Ersätts av Airbus A350-900                                       |  |
| Boeing 777-200ER  | 55       | --             |                                                                                           |  |
| Boeing 777-300ER  | 22       | --             |                                                                                           |  |
| Boeing 787-8      | 12       | --             |                                                                                           |  |
| Boeing 787-9      | 38       | --             |                                                                                           |  |
| Boeing 787-10     | 13       | 8              | Leverans påbörjad 2018.                                                                   |  |
| Totalt            | 849      | 568            |                                                                                           |  |